# José Rosauro Acuña Chacón
Fray José Rosauro Acuña Chacón, (Santiago, 1766 - Isla Juan Fernández, 1817.) médico y patriota chileno.
Ingresó en la Orden Hospitalaria de San Juan de Dios y fue médico en el hospital que la misma tenía en Santiago. Posteriormente, en Chillán, dirigió el Hospital San Juan de Dios y la Capilla San Juan de Dios, destacándose por sus ideas patrióticas, cuales le valieron la amistad con Bernardo O'Higgins y Pedro Ramón de Arriagada. 
Cuando en 1813 las tropas españolas tomaron la ciudad, fue apresado y embarcado hacia El Callao (Perú), para luego ser encarcelado por orden del tribunal de la Inquisición. Un año y medio después fue devuelto a Chile y ahí fue confinado junto con otros patriotas en la Isla Juan Fernández, donde se dedicó a atender a sus compañeros enfermos hasta la muerte.